# Villers-devant-Mouzon
Villers-devant-Mouzon é uma comuna francesa na região administrativa de Grande Leste, no departamento das Ardenas. Estende-se por uma área de 4,53 km². Em 2010 a comuna tinha 104 habitantes (densidade: 23 hab./km²).